# Rijksbeschermd gezicht Smeerling
Gezicht Smeerling is een van rijkswege beschermd dorpsgezicht in Smeerling bij Onstwedde in de Nederlandse provincie Groningen. De procedure voor aanwijzing werd gestart op 28 augustus 1970. Het gebied werd op 11 september 1972 definitief aangewezen. Het beschermd gezicht beslaat een oppervlakte van 91,6 hectare.
Panden die binnen een beschermd gezicht vallen krijgen niet automatisch de status van beschermd monument. Wel zal de gemeente het bestemmingsplan aanpassen om nieuwe ontwikkelingen in het gebied te reguleren. De gezichtsbescherming richt zich op de stedenbouwkundige en cultuurhistorische waardering van een gebied en wil het toekomstig functioneren daarvan veiligstellen.